# Papel-alumínio

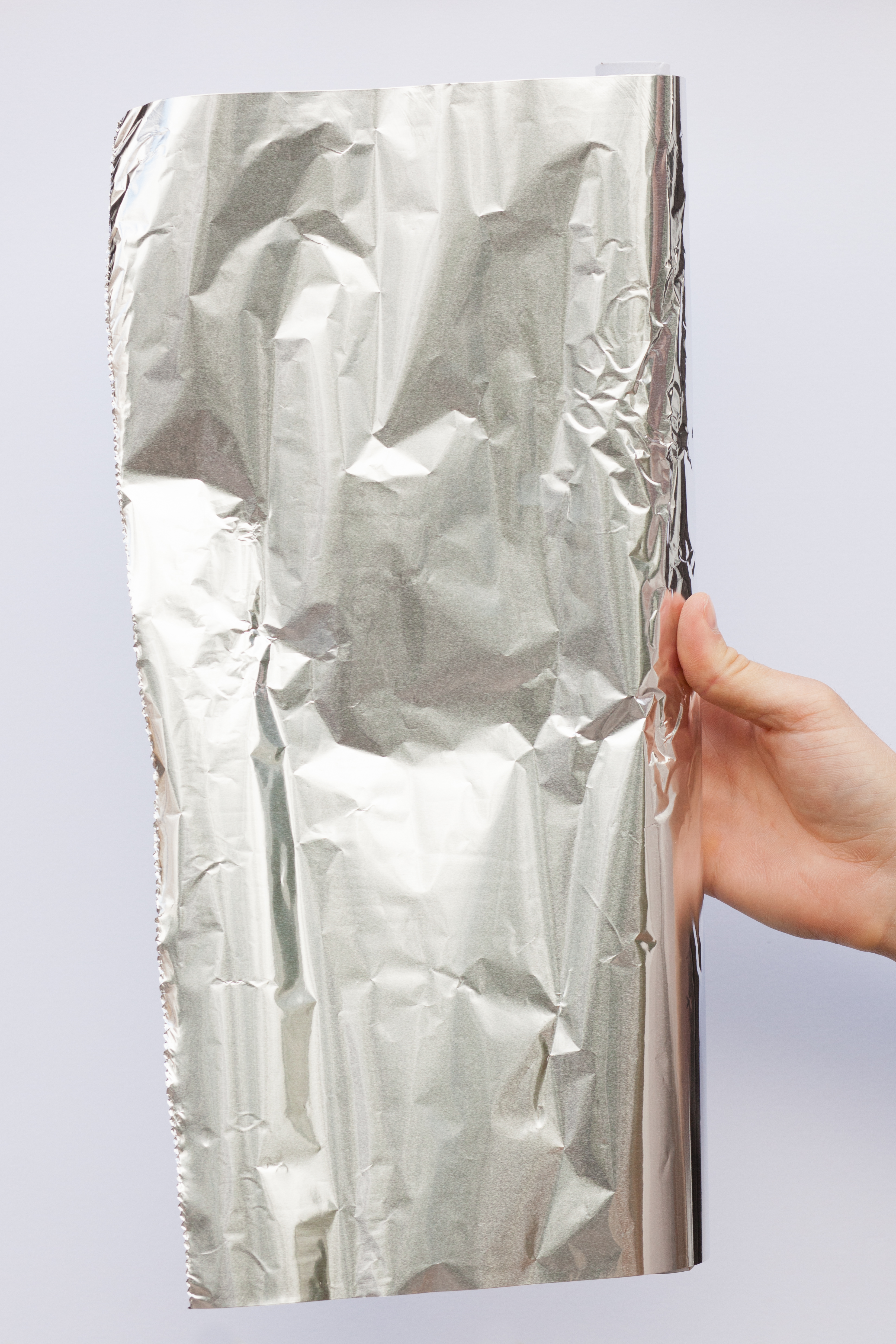
O lado baço da folha de papel-alumínio.

Papel-alumínio ou papel de alumínio é o nome que se dá à folha fina de alumínio, de espessura inferior a 0,2 mm, podendo em alguns casos chegar a 0,006 mm. Por ser fina, a folha metálica é altamente maleável e pode ser dobrada ou cobrir objetos com facilidade.

## História
O papel-alumínio foi comercializado pela primeira vez em 1910 por "Dr. Lauber, Neher & Cie.", cuja fábrica se localizava em Emmishofen, na Suíça. As pesquisas com o produto já vinham se desenvolvendo desde dezembro de 1907.

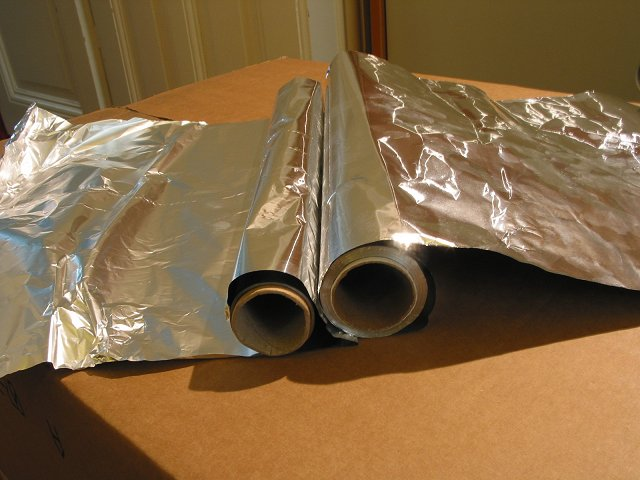
Dois rolos de papel-alumínio, o da esquerda mostrando a superfície opaca e o da direita, a brilhante.

Em 1911, a empresa Tobler, sediada em Berna, começou a embalar suas barras de chocolate em papel-alumínio, incluindo seu modelo mais famoso, o Toblerone. Em 1912, o papel-alumínio passou a ser usado pela Maggi como embalagem para sopas e cubos de tempero.
Após sua introdução no mercado, passaram-se várias décadas até que substituísse por completo o uso do papel de estanho, em meados do século XX.

## Características
O papel-alumínio costuma ter um lado mais brilhante e outro mais baço, e em receitas frequentemente se informa qual o lado que deve ficar para fora ao se cobrir um alimento.
Para conferir mais resistência ao alumínio, este é comumente laminado em combinação com outros materiais como o plástico e o papel ou papelão, como é o caso da embalagem Tetra Brik.
Algumas de suas características secundárias também valorizadas são a boa condutividade elétrica, e a má transmissão de calor, o que o faz um isolante térmico tanto por efeito barreira como por reflexão das ondas eletromagnéticas.